# Кунцеве (Полтавський район)
Ку́нцеве — село в Україні, у Новосанжарській селищній громаді Полтавського району Полтавської області. Колишній (до 2020) центр Кунцівської сільської ради. Населення становить 554 осіб. На території населеного пункту протікає річка Ворскла — ліва притока Дніпра.
Село засновано 1859 року. На території населеного пункту є Кунцівська ГЕС.

## Назва
Згідно із загальнопоширеною в селі легендою, його назва походить від імені поміщика Кунца, що колись володів цими землями. На запитання проїжджих «Чиє це володіння?» селяни відповідали: «Кунцеве» — звідси й назва[джерело?].

## Географія
Село Кунцеве лежить над річкою Ворскла, яка в цьому місці звивиста, утворює лимани, стариці, заболочені озера, за 27 кілометрів на південь від обласного центру. Поряд із селом проходить автомобільна дорога міжнародного значення М22 (E584)
Сусідні населені пункти:
У геологічному відношенні село розташоване в межах Дніпровсько-Донецької западини. Рельєф рівнинний, село лежить у межах Полтавської рівнини, середня висота над рівнем моря — 120 метрів. Кунцеве лежить у межах зони поширення помірно континентального клімату. На території населеного пункту поширені звичайні чорноземи, рослинність представлена луками, дубовими гаями, акаціями. Серед тварин трапляються польова миша, кріт, їжак, водяна і ставкова нічниці, вуж звичайний, трав'яна, озерна і ставкова жаби, зустрічається також заєць-русак, ласка, темний тхір і лисиця. У водах річки Ворскла водяться щука, верховодка, карась, плітка та ін.
Місцеві топоніми:
- «Голоти»- крайня північно-східна частина села, де живуть багато людей із прізвищем Голота
- «Байрак»- крайня північна частина села, має горбистий рельєф, там розташовано чотири ставки.

Головною вулицею села є вулиця Центральна.

## Населення

### Мова
Розподіл населення за рідною мовою за даними перепису 2001 року:
| Мова       | Кількість | Відсоток |
| ---------- | --------- | -------- |
| українська | 542       | 97.83%   |
| російська  | 11        | 1.99%    |
| білоруська | 1         | 0.18%    |
| Усього     | 554       | 100%     |

## Історія
На правому березі р.Ворскли в околицях села знайдено поселення черняхівської культури.
На території села - давньоруське поселення, на Заході та Північному-Заході знаходятся 5 курганів.
Засноване наприкінці 19 століття.
У 1910 році було 7 козацьких господарств, 45 жителів та 8 десятин землі, у тому числі 4 - ріллі. Радянський режим проголошено у січні 1918 року. 1912 року тут на кошти земства за існуючим на той час типовим проектом було збудовано двокомплектну початкову школу
У 1928 у селі було 184 господарства, 889 жителів.
У період німецько-фашиської окупації (17.IX.1941 - 23.IX.1943) гітлерівці розстріляли двох жителей селка, вивезли на примусові роботи до Німеччини 74 чоловік. При відступі спалили 65 хат.
12 червня 2020 року, відповідно до розпорядження Кабінету Міністрів України № 721-р «Про визначення адміністративних центрів та затвердження територій територіальних громад Полтавської області», село увійшло до складу Новосанжарської селищної громади.
19 липня 2020 року, в результаті адміністративно - територіальної реформи та ліквідації Новосанжарського району, село увійшло до складу новоутвореного Полтавського району Полтавської області.

## Освітні заклади
Кунцівська загальноосвітня школа І-ІІІ ступенів Новосанжарської районної ради Полтавської області.
1912 року тут на кошти земства за існуючим на той час типовим проектом було збудовано двокомплектну початкову школу. Розташування високих і світлих приміщень було добре продуманим. У ньому було три класних кімнати, дві з яких сполучалися чотиристульчатими дверима, що робило можливим перетворювати їх у зал для проведення загальних заходів, зборів тощо. Широкий коридор з чотирма вікнами — рекреаційне приміщення. Передбачено було дві квартири для вчителів, погріб для овочів, а також службовий вхід.
У двокомплектній школі першими вчителями були Тетяна Митрофанівна Крип'янська та Олена Степанівна Ксьондзенко. Дещо пізніше працювала Кочергіна Ганна Миколаївна.
Земства приділяли значну увагу матеріальному забезпеченню вчителів. На кінець XIX ст. заробітна плата вчителів початкових земських шкіл складала 240 руб. на рік, що на той час відповідало середній заробітній платі державних чиновників. Полтавське губернське і повітові земства забезпечували вчителів квартирами, земельними ділянками, надавали одноразову матеріальну допомогу, можливість отримувати безкоштовну медичну допомогу, піднімали розмір заробітної плати, видавали премії за тривалий час роботи на посаді земського вчителя. Діти земських учителів теж мали можливість безкоштовно отримати освіту в земських навчальних закладах або отримати від земства субсидію для навчання.
У період Другої світової війни, два роки — з вересня 1941 р. по вересень 1943 р. — село було окуповане німцями. Окупаційна влада і їх прибічники не відновили навчання. Навколо школи росли каштана та тополі, які німці використовували для опалення. У шкільному приміщенні перебували німецькі військові і, навіть, коні окупантів.
Після звільнення села від німецько-фашистських загарбників, дорослі разом з дітьми відремонтували та приготували приміщення школи для навчання, як розпочалися вже з кінця осені 1943 року.
Умови для навчання були дуже важкими. Класи були необладнані, опалювалися соломою та сухим бур'яном. Дітям доводилося писати на паперових мішках, аркушах старих газет, і навіть на сухих листках кукурудзи, дощечках. Чорнило виготовляли з ягід бузини та червоних буряків. Вчителям також було нелегко: за місячну зарплату можна було купити лише пуд хліба.
Дві сестри-вчительки Марія Яківна та Віра Яківна брали активну участь у сільській культурно-масовій роботі. Для молоді ними були організовані драматичний та співочий художні колективи, а вистави для односельчан проводилися у приміщенні школи.
У перші післявоєнні роки вчителі та учні школи, через нестачу робочої сили, вимушені були допомагати місцевому колективному господарству «Перше травня». Вони носили снопи, ламали кукурудзу, зрізали соняшник, допомагали в прополці буряків та інших сільськогосподарських культур.
У 1945 році школу було реорганізовано у загальноосвітню трудову семирічну школу. Директором був призначений інвалід Великої Вітчизняної війни Піхуля Онисим Петрович — історик, учителем української мови працювала його дружина Галина Мусіївна.
У 1948 році директором школи працювала Безручко Анастасія Лаврентіївна. Для матеріальної підтримки тих, кому батьки не могли забезпечити необхідного мінімуму для навчання, було створено фонд всеобучу. З нього діти одержували допомогу на придбання одягу, взуття, на харчування тощо. Цього ж року прибули нові вчителі: Терещенко Р. І., Маслюченко (Терпугова) М. О.
Майже 30 років пропрацювала вчителем у Кунцівській восьмирічці Марія Онуфріївна Терпугова. 
Народилася Марія Онуфріївна в селі Клюсівка, закінчувала Новосанжарську школу, робфак при Полтавському інституті та учительський інститут у 1941 році. На окупованій території не було можливості працювати в школі, тому тільки після визволення Полтавщини пішла Марія Онуфріївна до Старосанжарської семирічної школи. Потім — чотири роки працювала у Волківській семирічній школі Львівської області. Життя склалося так, що влітку 1948 року повернулася на Новосанжарщину. З того часу й до виходу на пенсію працювала Марія Онуфріївна в Кунцівській школі, де навчала дітей рідної мови та літератури. Була деякий час завучем. І коли зараз запитаєш її колишніх учнів, якою була ця вчителька, усі вони одностайно говорять: сувора, але справедлива. Саме остання риса була провідною в стосунках Марії Онуфріївни з колегами, батьками та учнями. 
А в 1949 році приїхала 20-річна вчителька початкових класів Ганжа Ніна Тимофіївна, яка турботами про дитинний сад займалася в Кунцівській школі 40 років поспіль, аж до виходу на пенсію. Серце Ніни Тимофіївни було і є відкритим для всіх, хто йшов до неї з добром. Завжди порадить, підтримає, подасть руку допомоги. — З цією людиною було легко працювати, — згадують її колеги. Підлітком, у 15, пішла вона із своєї Супротивної Балки на навчання в сільськогосподарський технікум у Ростовській області. Закінчивши його, вступила одразу ж до Ворошиловградського педучилища. Пропрацювавши рік у м. Єнакієве, приїхала в Кунцівську школу. Було це 15 серпня 1949 року. У її трудовій книжці — це єдиний запис аж до виходу на пенсію. Вона вчила не лише читати і писати — прищеплювала дітям віру в силу добра, справедливості, чесності. Материнська турбота, ласка в ставленні до маленьких школярів стали основою в її стосунках з дітьми. Недаремно вони називали Ніну Тимофіївну другою мамою.
З 1949 року директорував Сідаш Іван Іванович, прийшли на роботу вчителі — Іванова Галина Калениківна — вчитель української мови, Мокляк Марія Гаврилівна — вчитель географії та історії. У школі було зроблено ремонт, розширено 7 класних кімнат, але навчання проводилося у дві зміни. 
Математику викладала Вісич Катерина Іванівна — легенда і гордість нашої школи. Її було нагороджено Орденом Леніна, присвоєно звання заслуженого вчителя УРСР, відзначено ювілейною медаллю «За доблесну працю», медаллю «Ветеран праці», значком «Відмінник народної освіти», великою кількістю грамот. У Кунцівській школі вона працювала вчителем математики з 1951 по 1956 роки. Потім, аж до виходу на пенсію, — у Вісичівській початковій школі. 
Вісичівська початкова школа була малокомплектною. Та це не заважало нормальному навчально-виховному процесу, адже вона була оснащена лінгафонним обладнанням. Його повноцінне використання вирішувало багато методичних проблем, адже в одній класній кімнаті навчалися учні 1, 2 та 3 класів. Динамізм та ефективність навчання в цій школі мали великий успіх. На її базі неодноразово проводилися обласні та всеукраїнські методичні семінари з вивчення досвіду роботи Вісич К. І. Майже всі вісичани старшого покоління залишилися щиро вдячні своїй вчительці за науку.
У 1950 році при школі створили професійну організацію працівників освіти, а в 1951 — учнівську комсомольську організацію. Після введення в СРСР 1953 року обов'язкового семирічного навчання було чимало зроблено для поліпшення матеріально-технічної бази школи: запроваджене якісне трудове навчання, закуплені верстати, інструменти й приладдя.
У 1955 році школу довірили очолити Голік Галині Луківні. У минулому залишились і сільськогосподарський технікум, і робота дільничним агрономом у Кобеляцькому районі. Енергії жінці додавало те, що в неповні двадцять люди вірили їй і йшли за нею. Заповітна мрія стати вчителькою привела її до Черкаського вчительського, а згодом — до Полтавського педагогічного інституту. А тоді світанкова дорога повернула в рідне Кунцеве, де Галина Луківна зрозуміла, що школа — це її справжнє покликання, було це в 1951 році. Викладала історію, збирала матеріали до сільського музею, прищеплювала дітям любов до рідного краю.
Галина Луківна нагороджена значком «Відмінник народної освіти», медалями «За доблесну працю у Великій Вітчизняній війні», «Ветеран праці», «За заслуги перед Батьківщиною» та іншими. 
У грудні 1958 року після широкого обговорення в Радянському Союзі було прийнято закон «Про зміцнення зв'язку школи з життям і про подальший розвиток системи народної освіти в СРСР». У квітні 1959 року відповідний закон було прийнято і в Українській РСР. У цих документах передбачалася структурна перебудова загальноосвітньої школи, введення восьмирічного всеобучу, створення матеріальної бази для оволодіння учнями однією з масових професій. Стратегічним напрямом в роботі школи визнано політехнізацію, зміцнення зв'язку школи з виробництвом. 
Горлицею, як з пісні, повернулася до свого села Уляна Аврамівна Дрига. Чорнобрива, молода, вродлива. Побувавши в інших краях, набравшись досвіду, вміння працювати, прилетіла сюди, на землю своїх батьків, щоб навчати діток любити її — цю землю. А до цього — навчання в Черкаському учительському інституті, робота в Хмельницькій області, у селах Драбинівка та Руденківка Новосанжарського району. Викладала хімію, біологію, трудове навчання. Одночасно навчалася в Полтавському педагогічному інституті. А в 1959 році — рідне село Кунцеве, де народилася і виросла. Майже 40 років працювала Уляна Аврамівна в нашій школі. Її уроки були феєричними, вона встигала все, за нею, як колосочки, тяглися діти. Уляна Аврамівна сама вміла й любила працювати на землі, цього вчила й учнів. Саме за це вони й донині вдячні їй. Шкільна навчально-дослідна ділянка, якою вона завідувала, була чи не найкращою в районі. На 1,5 га дослідної ділянки учні закріплювали отримані теоретичні знання та набували досвіду сільськогосподарської праці. Тут і наукові досліди закладалися, і вирощувався врожай овочевих культур, щоб вистачило на цілий рік для харчування школярів у шкільній їдальні. Можна було пишатися і шкільною кролефермою.
Через хронічну нестачу коштів, матеріально-технічних засобів ці норми закону реалізовувались дуже складно.
У 1960 році школярами було заклали фруктовий сад на площі 0,6 га. При допомозі сільської ради, правління колгоспу «Перше травня», батьків і вчителів розпочалося будівництво двох класних кімнат і майстерні. Цього ж року школу було реорганізовано у восьмирічку: 5-8 класів було чотири, а 1-4 — два. Місцевий колгосп тимчасово виділив для навчання одну класну кімнату і майстерню. Діти отримували безкоштовні гарячі сніданки. Тоді в школі навчалося 129 учнів в одну зміну. Перший випуск, 15 восьмикласників, відбувся у 1961 році. У школу приїхали нові вчителі: Чубко Яків Артемович, Дяченко Галина Кіндратівна, Колодочка Марія Захарівна, Голік Іван Григорович.
У 1962 році директором школи було призначено Свідерського Леоніда Володимировича. Цього ж року закінчилося будівництво приміщення на дві класні кімнати й майстерню. У першому корпусі обладнано два кабінети — фізико-математичний і хіміко-біологічний, закуплено наочні посібники, технічні засоби. Учні вирощували овочі на шкільній навчально-дослідній ділянці, доглядали кролів і качок. Колгосп виділяв для харчування школярів м'ясо, молоко. На колгоспні кошти було також побудовано типові дитячі ясла, покращилася дошкільна підготовка дітей. Школа на той час була добре укомплектована кадрами, більшість з викладачів мали вищу освіту та великий досвід роботи.
У 1965 році керівництво школою очолив Голік Іван Григорович. 
Учителем математики стала працювати Супрун Антоніна Петрівна.
Скільки себе пам'ятала Антоніна Петрівна, то їй дуже хотілося вчитися. А які то були важкі роки для навчання. Середня школа знаходилася за багато кілометрів, які вона штурмувала пішки і в дощ, і в мороз, і в хуртовину. Бо неблизько Крута Балка від Малої Перещепини. А були це перші післявоєнні роки, коли ані вдягтися до пуття не було, ані поїсти досхочу. Та дуже хотілося стати вчителем. І тому Антоніна Петрівна пішла працювати піонервожатою. Багато хто з вчителів починав свій професійний шлях саме з цієї посади. А потім — інститут у Полтаві, навчання на фізико-математичному факультеті. Виш Антоніна Петрівна закінчила з відзнакою. У предмет свій була закохана. На роботу поїхала в Харківську область у віддалене с. Мосьпанове (в Іспанію, як жартома називали це село), потім — рідна Крута Балка, а з 1965 і до виходу на пенсію — Кунцеве. Учителька передавала дітям міцні знання, виховувала в учнів людяність і чесність, доброту і порядність, закохувала у свій предмет, прищеплювала інтерес до техніки, яка тоді входила в шкільне та повсякденне життя.
У другій половині 60-х років за сумлінну працю трьом учителям було присвоєно звання «Відмінник народної освіти» (Голік І. Г., Голік Г. Л., Ганжа Н. Т.). Чубка Я. А. відзначено грошовою премією, а Колодочка М. З. і Мельченко Т. О. (Хрипко) нагороджені Почесними грамотами Міністерства освіти.
Мрія стати вчителькою зародилася у Тамари Олексіївни Хрипко ще, мабуть, із дитинства, коли росла й міцніла любов до книжки. Але сільська дитина, що зростала в сім'ї вдови, повинна була до приходу мами з роботи переробити багато всіляких справ по господарству. Коли ж викроїти часинку для читання? І доводилося тоді поєднувати і в'язання мережива, і догляд за курчатами, і читання. Дівчина зростала без батька. Він загинув на війні, коли Тамара була ще зовсім маленькою. І жили вони вдвох із мамою на Миргородщині, на батьківщині знаменитого Гоголя. Тому, мабуть, і стала Тамара Олексіївна вчителем російської мови і літератури.
У 14 років залишила дівчина свою домівку й подалася на навчання у Великі Сорочинці, до педучилища. По його закінченні працювала бібліотекарем, а потім учителем в Одеській області, куди її було направлено. Працювала в школі-інтернаті з молодшими школярами. А потім вступила до Полтавського педінституту й переїхала на Полтавщину. Спочатку працювала у Бамівській початковій школі, а потім у Кунцевому. 27 років навчала Тамара Олексіївна дітей російської мови і літератури, прищеплювала любов до книжки, до читання. Деякий час вона виконувала обов'язки директора школи, до всього докладала свої руки та розум.
У 1967—1968 рр. у школах республіки розпочався перехід на нові навчальні програми. У восьмому класі було введено курс «Основи Радянської держави і права».
З 1971 року Кунцівська восьмирічку очолила Колодочка В. В.
Не одразу привели життєві дороги до свого коріння, до свого села Віру Василівну Колодочку. Після закінчення Новосанжарської середньої школи навчалася в будівельному інституті, але зрозуміла, що це не її покликання, тому пішла на педагогічні курси. По їх закінченні поїхала на Західну Україну, де в Рівненській області навчала грамоти малечу. Та несподівано в її молодість увірвалася страшна війна, і Віра Василівна пішла в армію, щоб допомогти народу здолати фашизм. Після Перемоги повернулася до рідного села, де працювала секретарем сільської ради. Потім навчалася в Черкаському вчительському та Полтавському педагогічному інститутах. Направлення одержала в с. Богданівка Новосанжарського району, де вчителювала, була директором школи. Та доля привела Віру Василівну знову в Кунцеве на вчительську роботу. Тут же, пізніше, стала й директором школи, вболівала душею за дітей, за свою справу. Усе робила сумлінно, бездоганно, була вимогливою до себе й інших. Цьому ж навчала й молоде вчительське покоління. 
З 1972 року, після прийняття ЦК КПРС і Ради Міністрів СРСР постанови «Про завершення переходу до загальної середньої освіти молоді і дальший розвиток загальноосвітньої школи», а також прийняття в 1973 році «Основ законодавства СРСР та союзних республік про народну освіту» завданням шкіл ставало надання загальної середньої кожному громадянину, незалежно від його бажання і здібностей. Запровадження обов'язкової загальної середньої освіти вимагало значних зусиль. При Кунцівській восьмирічці організовується відділення Новосанжарської заочної школи, завідувала ним Дрига У. А., а викладачами були шкільні вчителі. Чимало сільського дорослого населення одержали тут середню освіту.
До початку 1973/1974 н. р. на кошти колгоспу «Перше травня» було збудовано другий навчальний корпус на 4 кабінети.
У 1979 році після закінчення Полтавського педагогічного інституту в Кунцівську школу призначений був директором Дашко Микола Іванович. Молодий, енергійний, завзятий. Одразу ж узявся за омолодження школи. Було вилучене пічне опалення, а натомість проведено водяне, заасфальтовано шкільне подвір'я. Класи стали теплішими, чистішими, комфортнішими, а дах перекрили більш сучасними матеріалами. Запроваджено кабінетну систему навчання. А в 1984 р. відкрито дитсадок «Берізка».
Водночас усе більше стала проявлятися суперечність між рівнем освіти та її якістю. Навчальний процес продовжував бути надмірно заідеологізованим. У розпал горбачовської «перебудови» в СРСР було розроблено «Основні напрями реформування загальноосвітньої і професійної школи», які повинні були змінити ситуацію, проте їхні положення реалізовані не були.
З 1990 року школа стає середньою. Одразу відкриваються 10 та 11 класи. У 1990/1991 навчальному році атестати про повну загальну середню освіту одержали перші випускники. Тоді у школі навчалося 147 учнів. Важливу роль у формуванні правових засад діяльності школи відіграв прийнятий 1999 року Закон України «Про загальну середню освіту». Її головним завданням стало розвиток людської особистості, формування цінностей правового, демократичного суспільства.
У жовтні 2004 року середню школу реорганізовано в загальноосвітню школу І-ІІІ ступенів.
Сьогодні Кунцівська школа має сучасний вигляд зовні і зсередини, комп'ютерний клас, різноманітні гуртки, що функціонують на повну силу. Педагогічний колектив наполегливо працює над вирішення методичної проблеми «Особистісно орієнтоване навчання та виховання на основі психодіагностики», над впровадженням інформаційних технологій у навчально-виховний процес. Шкільне учнівське самоврядування неодноразово стає переможцем районного огляду-конкурсу. З 14 педагогів 3 мають звання «вчитель-методист», 2 — «старший учитель», 7 мають вищу кваліфікаційну категорію.
З 1 вересня 2011 року шкільний колектив очолює Ганжа Тетяна Василівна, яка до цього тривалий час працювала на посаді заступника директора школи з навчальної роботи.
За останні роки школа дала путівку в життя 11 медалістам. Із золотою медаллю школу закінчили Мокляк Людмила Дмитрівна, Підтоптаний Богдан Анатолійович, Підтоптаний Тарас Анатолійович, Ганжа Михайло Олександрович, Бибик Владислав Сергійович. Срібними медалями були нагороджені Вісич Олена Анатоліївна, Чередова Олена Валеріївна, Божинська Інна Михайлівна, Яремченко Олена Сергіївна, Валькова Юлія Володимирівна, Янко Ольга Сергіївна. Усі вони продовжують навчання або успішно закінчили вищі навчальні заклади й отримали престижну роботу.
Серед відомих випускників Кунцівської школи Коркішко В. А. (член спілки художників України), Колодочка М. І. (оперний співак), Божинський І. А. (генеральний директор «Харківгазу»), Омельченко Я. М. (кандидат психологічних наук, доцент кафедри практичної психології та психотерапії, вчений секретар інституту соціології, психології та управління НПУ ім. М. П. Драгоманова, старший науковий співробітник лабораторії консультативної психології та психотерапії Київського інституту психології ім. Г. С. Костюка АПН України), Яковенко Л. І. (майстриня-вишивальниця, роботи якої демонструються в багатьох країнах) та інші.
Відчувається, як пройшлася історія по класних кімнатах і коридорах сільської школи. Усі корінні жителі села Кунцеве були її учнями. І в кожного з них, напевне, залишився спогад про шкільні роки, про улюбленого вчителя. Дуже багато педагогів працювало тут. Звичайно, кожен з цих людей залишив у школі про себе пам'ять чи то добрим словом, чи посадженим фруктовим садом, чи новою будовою, чи власним життєвим прикладом. Кожен з них щось зробив, щоб школа розвивалася, а з нею молоділо й відроджувалося село.

## Сільський голова
Мокляк Людмила Дмитрівна.